# شین سایمدانگ

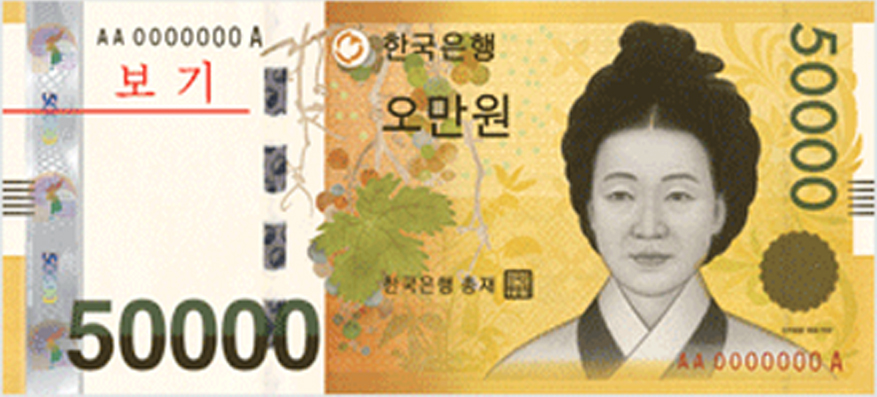
تصویر شین سایمدانگ بر روی اسکناس ۵۰٬۰۰۰ وونی

شین سایمدانگ (کره‌ای: 신사임당؛ ۲۹ اکتبر ۱۵۰۴ – ۱۷ مه ۱۵۵۱) هنرمند، نویسنده، خوشنویس و شاعر کره‌ای بود که در دوران چوسان زندگی می‌کرد. او در گانگ‌نونگ، استان گانگوون به دنیا آمد. خانهٔ محل تولدش، اوجوک‌هون، که خانهٔ خانواده مادری‌اش نیز بود، تا امروز خوب باقی مانده‌است. او مادر یی ای، محقق کنفسیوس بود. شین سایمدانگ اغلب به عنوان الگویی برای آرمان‌های کنفسیوس‌گرایی شناخته می‌شد و نام مستعار محترمانه‌اش اوجین اومونی (어진 어머니؛ «مادر خردمند») بود. نام واقعی وی شین این سون (کره‌ای: 신인선; هانجا: 申仁善) بود. نام‌های مستعارش سایم، سایمدانگ (사임당, 師任堂)، اینیمدانگ (인임당, 姻姙堂) و ایم‌ساجه (임사재, 姙師齊) بودند.

## در فرهنگ عامه
- بازی شده توسط گو اون آه در فیلم سال ۱۹۷۸ محقق یول گوک و مادرش شین سایمدانگ
- بازی شده توسط کیم یه-ریونگ و جونگ این سون در مجموعه تلویزیونی سال ۲۰۰۳ شبکه ئی‌بی‌اس، تئاتر یوکسا
- بازی شده توسط کیم یه-ریونگ در مجموعه تلویزیونی سال ۲۰۰۵ شبکه ئی‌بی‌اس، جامپ
- بازی شده توسط لی یونگ ئه و پارک هه سو در مجموعه تلویزیونی سال ۲۰۱۷ شبکه اس‌بی‌اس، سایمدانگ، خاطرات درخشان

## برای مطالعهٔ بیشتر
Kim-Renand, Young-Key. Creative Women of Korea: the Fifteenth Through the Twentieth Centuries. M.E. Sharpe, Inc. , 2004.